# Église Saint-Luc de Pointe-Michel
Pour les articles homonymes, voir église Saint-Luc et sanctuaire Notre-Dame-de-La-Salette.
L’église Saint-Luc, également sanctuaire Notre-Dame-de-La-Salette, est une église située à Pointe-Michel dans la paroisse Saint Luke à la Dominique, que l’Église catholique rattache au diocèse de Roseau. L’église est dédiée à saint Luc, et à Notre-Dame de La Salette en tant que sanctuaire.
Le sanctuaire a été décrit comme un « sanctuaire national » en 1983 par l’évêque de Roseau d’alors, Arnold Boghaert (en). Il ne s’agit cependant pas d’un sanctuaire national dans le sens habituel du droit canonique, la Conférence épiscopale des Antilles n’ayant pas été impliquée dans la décision.

## Historique
Une statue de Notre-Dame de La Salette est amenée sur l’île en 1872. La chapelle est construite pour l’abriter, et est bénie le 12 décembre 1889. Dans les années 1920, plus de 6 000 pèlerins la visite annuellement au 19 septembre.
L’église a été endommagée par l’ouragan David en 1979 puis restaurée et déclarée « sanctuaire national » en 1983 par l’évêque de Roseau d’alors, Arnold Boghaert (en). Une grosse rénovation a lieu également entre 2009 et 2014,.